# Бродский, Иосиф Нусимович
Ио́сиф Нусимович Бро́дский (19 ноября 1924, Харьков — 7 декабря 1994, Санкт-Петербург) — советский и российский логик. Доктор философских наук (1974), профессор (с 1981) кафедры логики философского факультета СПбГУ. Один из основоположников символической логики в России, один из основателей современной петербургской логической школы.

## Биография
Окончил в 1948 году философский факультет Ленинградского университета и был принят в аспирантуру по кафедре логики. Окончил аспирантуру в 1951 году.
В 1952 защитил кандидатскую диссертацию по теме «Отражение диалектики общего и отдельного в понятии и суждении». С 1954 года до конца жизни работал на кафедре логики ассистентом, доцентом (с 1961 года), профессором (с 1981 года).
В 1974 году защитил докторскую диссертацию по теме «Философские и логические аспекты проблемы отрицательных высказываний».
Сын Александр (род. 1959) — доктор философских наук, профессор.

## Научная деятельность
Один из основоположников символической логики в России и один из основателей современной петербургской логической школы. В сферу научных интересов входили проблемы паранепротиворечивой логики и понимания смысла отрицательных высказываний в структуре мыслительной деятельности; создание модальных исчислений выполнимых, отбрасываемых и невыполнимых формул; построение логических исчислений с модальным оператором «правдоподобно»; представление силлогистики в форме относительных модальностей; исследование процедуры индексации формул при построении логического вывода и выработке критериев логической релевантности; изучение формально-логических приемов восстановления энтимемы и др. Также занимался теорией аргументации, научного и технического творчества. Автор учебных пособий по логике.

### Публикации Иосифа Нусимовича Бродского

#### Монографии
- Дедуктивные умозаключения. — Л., 1969. — (Соавтор О. Ф. Серебрянников).
- Отрицательные высказывания. — Л.: Издательство Ленинградского университета, 1973. — 103 с.

#### Учебники и учебные пособия
- Элементарное введение в символическую логику: Пособие для студентов заочного отделения философского факультета по разделу «Символическая логика» из курса формальной логики. — Л.: Издательство Ленинградского университета, 1972. — 62 с. (1-е издание — 1964 г.)
- Формальная логика: Учебник. — Л., 1977.

#### Статьи
- Отражение диалектики общего и отдельного в суждении // Вестник Ленинградского университета. — 1956. — Вып. 17. — С. 86—93.
- К вопросу о процессе образования понятий // Учёные записки Ленинградского университета. Серия философских наук. — 1957. — Вып. 12. — Вопросы логики. — № 247. — С 45—60.
- Категория небытия в древнегреческой философии // Вестник Ленинградского университета. — 1959. — Вып. II. — С. 61—69.
- О природе отрицательного суждения // Учёные записки Ленинградского университета. Серия философских наук. — 1959. — Вып. 14. Вопросы логики. — С. 37—50.
- Отрицательное понятие // Учёные записки Ленинградского университета. Серия философских наук. — 1960. — Вып. 17. Вопросы логики. — С. 102—114.
- Причинность и информация // Вестник Ленинградского университета. Серия экономики, философии и права. — 1963. — Вып. 3. — № 17. — С. 67—76.
- О характере современной  формальной логики // Вопросы философии. — 1966. — № 8. — С. 116—121.
- Логический позитивизм и проблемы смысла отрицательных высказываний // Вопросы теории познания и методологии научного исследования. — Л., 1969. — С. 97—109.
- Об одном расширении аристотелевской силлогистики // Вестник Ленинградского университета. Серия экономики, философии и права. — 1969. — Вып. 3. — С. 88—89.
- Логическое противоречие и научное знание // Научные доклады высшей школы. Философские науки. — 1970. — № 3. — С. 73—80.
- Об одном варианте исчисления отбрасываемых формул логики высказываний // Неклассическая логика. — М., 1970.
- Отрицательные высказывания и «отрицательные факты» // Вопросы гносеологии, логики и методологии научного исследования. — Л., 1970. — Вып. 2. — С. 67—81.
- О путях развития теоретического знания // Научные доклады высшей школы. Философские науки. — 1971. — № 6. — С. 37.
- Об одной концепции значения отрицательных высказываний // Вопросы диалектики и логики. — Л., 1971.
- Исчисление выполнимых формул логики высказываний // Вопросы гносеологии, логики и методологии научного исследования. — Л., 1972. — Вып. 3. — С. 107—112.
- О природе диалектического противоречия // Вопросы гносеологии, логики и методологии научного исследования. — Л., 1972.
- [Рецензия на кн.]: Смирнов В. А. Формальный вывод и логические исчисления. М., 1972 // Научные доклады высшей школы. Философские науки. — 1974. — № 4. — С. 173. — (Соавторы О. Ф. Серебрянников, А. Л. Субботин).
- Формализация понятия выполнимой формулы логики высказываний // Логика и методология науки. Логика. — М., 1973. — С. 25—30.
- Формальная система с неточными предикатами // Теория логического вывода: Тезисы докладов Всесоюзного симпозиума (Москва, 25—27 марта 1974 г.). — М., 1974. — Ч. 1.
- [Рецензия]: Всесоюзный симпозиум по логике // Научные доклады высшей школы. Философские науки. — 1975. — № 2. — С. 159—162. — (Соавторы Г. Е. Минц, Е. А. Сидоренко).
- Исчисление выполнимых формул системы S5 Льюиса // Вестник Ленинградского университета. Серия экономики, философии и права. — 1976. — Вып. 4. — № 23. — С. 57—66.
- Логический анализ диалектического мышления // Логические  и методологические проблемы анализа языка. — Вильнюс, 1976. — С. 102—105.
- Научный поиск и так называемые отрицательные результаты // Логика научного поиска. — Свердловск, 1977.
- Другой вариант исчисления отбрасываемых формул системы S5 // Модальные и интенсиональные логики. — М., 1978.
- Исчисление отбрасываемых формул системы S4 // Модальные и временные логики: (Материалы II Советско-финского коллоквиума по логике. Москва, 3—7 декабря 1979 г.). — М., 1979.
- Роль случайности в научном поиске // Комплексный подход к научному поиску. — Свердловск, 1979.
- Формальная система с неточными предикатами // Теория логического вывода. — М., 1979. — Ч. 1.
- Логический анализ диалектического мышления // Проблемы законов науки и логики научного познания. — Л., 1980. — С. 115—125.
- Модальные исчисления с обратимыми правилами вывода // Вестник Ленинградского университета. Серия экономики, философии и права. — 1980. — Вып. 4. — С. 51—55.
- О специфике технического знания // Научные доклады высшей школы. Философские науки. — 1981. — № 3.
- Исчисление невыводимых формул систем M, Br, S5 // Модальные и интенсиональные логики: Материалы к VIII Всесоюзной конференции «Логика и методология науки» (Вильнюс, 1982 г.). — М., 1982.
- Аргументация к авторитету // Философские проблемы аргументации. — Ереван, 1984.
- Технические знания и конструктивные процессы // Творческая природа научного познания. — М., 1984. — С. 222—236.
- Аристотелевская силлогистика и логика относительных модальностей // Логика Аристотеля: Материалы симпозиума (16—17 ноября 1983 г., Тбилиси). — Тбилиси, 1985. — С. 47—57.
- Обобщение силлогистики, представленной в форме относительных модальностей // Интенсиональные логики. — Тбилиси, 1985.
- Индексация формул как процедура, эквивалентная построения вывода // Логика и системные методы анализа. — М., 1986.
- Индексированные формулы и критерии релевантности // Вестник Ленинградского университета. Серия 6. — 1988. — Вып. 1.
- Восстановление энтимемы // Вестник Ленинградского университета. Серия 6. — 1989. — Вып. 2.
- Самоорганизация и развитие науки // Самоорганизация в природе и обществе. — Л., 1989.
- Ассерторическая силлогистика Аристотеля, представленная в исчислении относительных модальностей // Современная логика: проблемы истории, теории и применения в науе. — Ч. 1. — Л., 1990.
- Энтимемы в пропозициональной логике // Х Всесоюзная конференция по логике, методологии и философии науки (24— 26 сентября 1990 г.): Тезисы докладов и выступления. — Минск, 1990. — С. 33—34.
- [Рецензия]: Конференция по логике (Ленинград, 1990 г.) // Философские науки. — 1991. — № 10. — С. 181. — (Соавторы О. Ф. Серебрянников, Я. А. Слинин, Ю. Н. Солонин).
- Исчисление с модальным оператором «правдоподобно» // Логика и развитие научного знания. — Л., 1991.
- О проблемах современной логики // Вестник Ленинградского университета. Серия 6. — 1991. — Вып. 1. — (Соавторы О. Ф. Серебрянников, А. И. Мигунов, Я. А. Слинин).
- Индексация формул и поиск вывода // Вестник Санкт-Петербургского университета. Серия 6. — 1992. — Вып. 4.
- Модальные системы с оператором «правдоподобно» // Логика и развитие научного знания. — СПб., 1992. — С. 82—92.
- Восстановление энтимемы в исчислении предикатов // Современная логика: проблемы истории, теории и применения в науке. — Ч. 1. — СПб., 1994.
- О формальной процедуре восстановления энтимемы // Вестник Санкт-Петербургского университета. Серия 6. — 1996. — Вып. 1. — № 1 (6). — С. 34—39.

### Об Иосифе Нусимовиче Бродском
- Иосиф Нусимович Бродский: [Некролог] // Санкт-Петербургский университет. — 10 января 1995 года. — С. 3.
- Фёдоров Б. И. О научных идеях И. Н. Бродского // Вестник Санкт-Петербургского университета. Серия 6. — 1996. — Вып. 1. — С. 36—37.
- B. N. Fedorov, Z. O. Dzhaliashvili. Iosif Nusimovich Brodskiĭ (1924—1994) // Modern Logic. Volume 6, Number 3 (1996), p. 302—303.
- Малыхина Г. И. Памяти Иосифа Нусимовича Бродского // Современная логика: проблемы теории, истории и применения в науке: Материалы VI Общероссийской научной конференции. — СПб., 2000. — С. 505—506.
- Фёдоров Б. И. И. Н. Бродский Архивная копия от 21 мая 2014 на Wayback Machine // Новая философская энциклопедия. — М., 2001. — Т. 1.
- Бродский Иосиф Нусимович // Логика: Биобиблиографический справочник (Россия—СССР—Россия) / Авт.-сост. О. А. Антонова, А. С. Милославов, Т. Е. Сохор. — СПб.: Наука, 2001. — С. 73—75. — ISBN 5-02-028488-2